# Dorfkirche Boragk

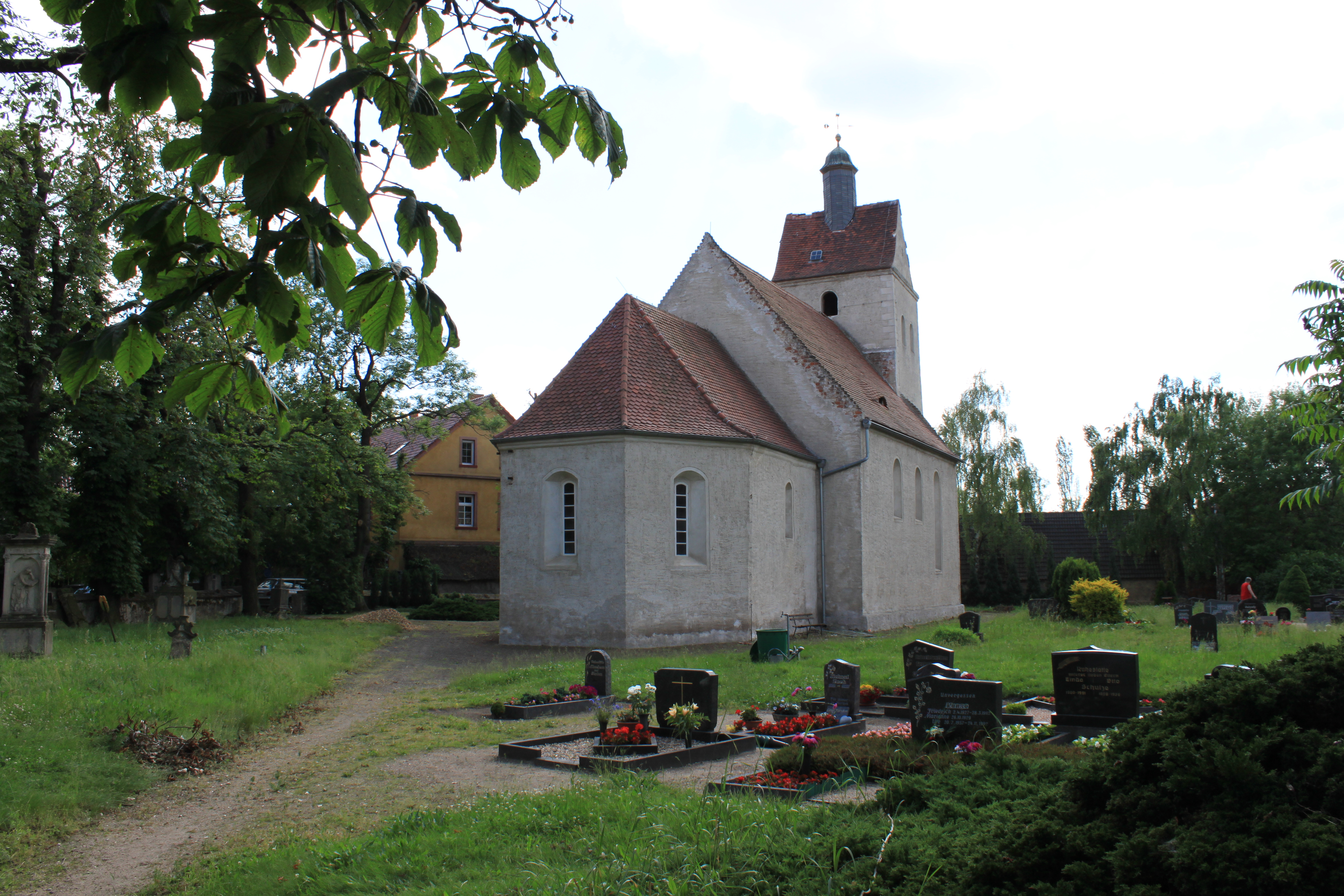
Dorfkirche Boragk

Die evangelische Dorfkirche Boragk ist ein Kirchengebäude im Ortsteil Altenau der Kleinstadt Mühlberg/Elbe im südbrandenburgischen Landkreis Elbe-Elster. Hier ist die Kirche im 1939 eingemeindeten Gemeindeteil Boragk zu finden. Das Bauwerk steht heute unter Denkmalschutz.

## Baubeschreibung und -geschichte

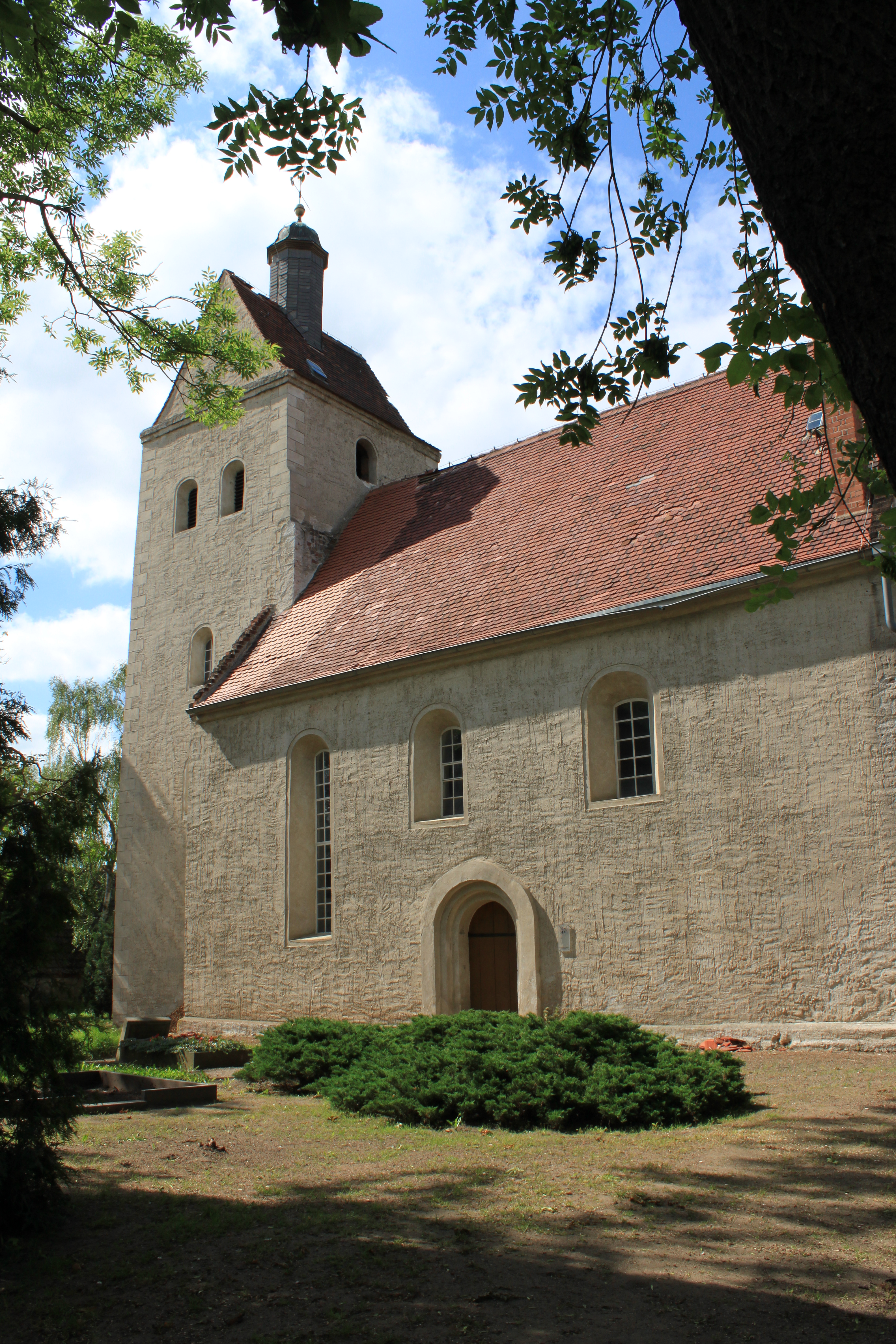
Südseite der Kirche mit Rundbogenportal

Die Boragker Kirche ist ein in der Zeit um 1200 entstandener spätromanischer verputzter Backsteinbau mit Satteldach, quadratischem Westturm und einem eingezogenen 3/8-Chor mit dreiseitigem Ostschluss. Auf dem aus dem 17. Jahrhundert stammenden Kirchturm befindet sich ein oktogonaler Dachreiter mit Schweifhaube. In der Südwand der Kirche ist ein gestuftes Rundbogenportal zu sehen, an der Südwand des Chors eine spitzbogige und vermauerte Priesterpforte.
Boragk bildete ursprünglich mit den Orten Altenau, Burxdorf und Fichtenberg jahrhundertelang ein eigenes Kirchspiel. Heute gehört die Kirchengemeinde zum Evangelischen Pfarrbereich „Mühlberg/Elbe und Koßdorf“, welche Teil des Kirchenkreises Bad Liebenwerda ist.

## Ausstattung (Auswahl)
Das Innere der Kirche wird von einer Hufeisenempore und einer Holzbalkendecke mit Längsunterzug im Schiffskieldekor geprägt. Die Brüstung der Empore besitzt eine moderne Bemalung. Des Weiteren ist in der Kirche ein rundbogiger Triumphbogen zwischen Turm und Schiff zu finden.
Das in der Kirche vorhandene Altarretabel stammt aus dem frühen 17. Jahrhundert. Eine Inschrift verweist hier auf das Jahr 1621. Es besitzt einen Doppelsäulenaufbau mit Beschlagwerk. Im Hauptfeld ist ein Kreuzigungsgemälde zu sehen, an den Wangen Adlerköpfe. In der Predella des Altars befinden sich ein Abendmahlsgemälde sowie Bildnisse der beiden Reformatoren Martin Luther und Philipp Melanchthon, im Aufsatz ein Auferstehungsbild.
Die hier vorhandene hölzerne polygonale Kanzel mit Schalldeckel stammt ebenfalls aus dem 17. Jahrhundert. Auf dem Korb ist gemaltes Beschlagwerk zu sehen. Im Chor ist außerdem ein großer romanischer kelchförmiger Taufstein zu finden. Ein weiteres Ausstattungsstück der Kirche ist eine kleine aus dem 15. Jahrhundert stammende bronzene Ritterfigur.
In der Kirche befindet sich des Weiteren eine um 1893 vom Eilenburger Orgelbaumeister Conrad Geißler (1825–1897) geschaffene Orgel (op. 109). Die Orgel verfügt über eine mechanische Schleiflade, zwei Manuale und neun Register.

## Grabmäler und Gedenken
Die Boragker Kirche wird vom örtlichen Friedhof umgeben. Hier ist ein unter Denkmalschutz stehendes gusseisernes Grabkreuz aus dem 19. Jahrhundert zu finden. Ein weiteres Grabmal befindet sich an der äußeren Chorwand der Kirche. Dieses stammt aus dem 18. Jahrhundert. Das Grabmal des Pfarrers Christian Clarus († 1721) ist hingegen im Inneren des Bauwerks zu finden. Dort befindet es sich am Triumphbogen und wurde unter anderem mit Putten und Gottesauge verziert.

## Pfarrer in Boragk/Altenau
| Johannes Daum                       | 1540–1555        |  |
| Joannes Daum [I.]                   | 1555–1566        |  |
| Joannes Daum [II.]                  | 1567–1604        |  |
| Johannes Daum [III.]                | (1602)           |  |
| Johannes Eckhart                    | 1604–1633        |  |
| Christopherus Vulturius             | 1634–1643        |  |
| Theodorus Deggius                   | 1644–1690        |  |
| Erhard Deggius                      | 1690–1692        |  |
| Christian Clarus                    | 1692–1722        |  |
| Sigismund Gelenius                  | (1717–1722)      |  |
| Johann Jacob Wentzel                | 1723–1756        |  |
| Johann Heinrich Richter             | (1751) 1756–1760 |  |
| Gottlieb Wieland                    | 1760–1792        |  |
| Johann Christian Dietrich           | 1792–1813        |  |
| Karl Heinrich Traugott Dietrich     | 1814–1833        |  |
| Joseph Ehregott Jacobi              | 1836–1856        |  |
| Friedrich Adolph Christian Just     | 1857–1877        |  |
| Otto Grunewald                      | 1878–1883        |  |
| Franz Alexander Richard Simon       | 1884–1891        |  |
| Karl Gustav Arthur Schönfeld        | 1892–1896        |  |
| Karl Hermann Penkert                | 1897–1902        |  |
| Karl Gottlieb Otto Drescher         | 1902–1918        |  |
| Paul Karl Wilhelm Albrecht Buchholz | 1920–1926        |  |
| Johann Heinrich Otten               | 1926–1935        |  |
| Franz Ernst Leuthold                | 1938–1940        |  |
| Walter Krumnow                      | 1942             |  |
| Johann Ernst Brod                   | 1947–1950        |  |
| Leopold Gesell                      | 1948–1956        |  |